# Journal of Synthetic Organic Chemistry, Japan
Journal of Synthetic Organic Chemistry, Japan (abrégé en J. Synth. Org. Chem. Jpn.) ou 有機合成化学協会誌 (Yūki Gōsei Kagaku Kyōkaishi) est une revue scientifique à comité de lecture. Ce journal mensuel présente des articles originaux concernant la chimie organique.
D'après le Journal Citation Reports, le facteur d'impact de ce journal était de 0,505 en 2014.